# Cattedrale di Bangued
La Cattedrale di Bangued, nota anche come cattedrale di Giacomo il Maggiore, (in filippino: Katedral ni Santiago ang Nakatatanda) è una chiesa cattolica sita nella municipalità di Bangued, in Abra, Filippine, ed è la cattedrale della diocesi di Bangued.